# 押忍!番長
押忍!番長（おす!ばんちょう）は、大都技研が2005年6月に発売したパチスロ機。A400タイプのサイレントストック機であり、『吉宗』の後継機に当たる。保通協における型式名は「デンセツノオトコD」。

## 概要
元々は、イートレックジャパンが携帯電話向けゲームアプリとして開発した『押忍!番長列伝』をパチスロ化したもの。その関係で、液晶画面の演出部分の開発は『吉宗』に引き続きイートレックジャパンが担当している。
販売台数は約25万台（2006年3月現在。少なくとも販売台数で『吉宗』を上回っていることは間違いないと言われているが、正確な台数は不明）。2007年時点で、『北斗の拳』『北斗の拳SE』（いずれもサミー）に次いで、業界第3位の販売台数となっている。しかし『北斗の拳SE』が4.7号機であり出玉性能が抑えられていることもあって、同機の『吉宗』から受け継いださまざまな演出面からホールの主力機種としている店舗も多く、吉宗撤去後に『秘宝伝』ではなく同機を増台した店舗も多い。
2005年11月にはPlayStation 2用のソフト『大都技研公式パチスロシミュレータ 押忍!番長』が発売されている。2006年3月にはPSP版も発売された。このほか、2007年4月にはニンテンドーDS用ソフトとして『吉宗』『秘宝伝』と同梱される形で発売されている（発売元は株式会社パオン）。なおこれら家庭用ゲーム機版はいずれもコンピュータエンターテインメントレーティング機構（CERO）のレイティングが全年齢指定のため、椅子取り対決におけるスケベ椅子登場時など、一部演出が変更されている。
パネルは番長パネル、操パネル、ウエディングパネル（薫とマチコが結婚する設定）、スウィートパネル、漢ゆパネル（轟・薫の二人に加え、『吉宗』の爺らも登場している）の合計5種類がリリースされた。
他の4号機同様2007年7月に検定切れとなり撤去された（検定期限切れ日は都道府県により異なる）。また2009年7月には、後継機種として薫を主人公としたパチンコ機『CR3年P組薫先生!!』が発表された。なお同機種は大都技研のパチンコ参入第一弾となる。
2010年5月には後継のパチスロ機「押忍!操」が発売された。そして2011年10月には正統後継機のパチスロ機「押忍!番長2」が発売され、2014年10月には轟が実父の経営する商社に入社した後を描く「押忍!サラリーマン番長」が、2017年4月には「押忍!番長3」、2018年10月にはエリートサラリーマンの鏡慶志郎によるスピンオフ「HEY!鏡」など後続作品が多数発表された。

## スペック
※メーカー発表値
| 設定 | BIG確率 | REG確率 | 機械割 |
| ---- | ------- | ------- | ------ |
| 1    | 1/316.5 | 1/597.7 | 96.6%  |
| 2    | 1/301.4 | 1/524.0 | 99.4%  |
| 3    | 1/278.0 | 1/568.8 | 102.2% |
| 4    | 1/270.3 | 1/468.5 | 104.8% |
| 5    | 1/253.8 | 1/540.2 | 106.5% |
| 6    | 1/256.1 | 1/437.9 | 107.7% |

## 特徴
シャッター付き液晶を搭載し、放出テーブルの異なる3つのモードがある点、ボーナス中に1ゲーム連荘の抽選がある点、3種類の異なるBIGボーナス演出から好みのものを選択できる点など、基本的には吉宗のゲーム性を引き継いでおり、全般的に『マイルド調整した吉宗』といった趣のマシンである。

### BIGボーナス
轟BIG
チャンス予告タイプ（BIG）～主人公、轟金剛の修行をコミカルに描いた演出。ボーナス中の演出で1ゲーム連チャンの抽選結果をチャンス演出で告知する。小役ゲームは滝に打たれる轟の頭上から様々な小役ナビが降ってくるというもので、デカい小役が頻繁に降ってくるとチャンス。更に途中で凶暴な顔をしたジャイアントパンダが出現して轟と対決する演出に派生するとアツい。勝利すると1G連確定。以上の演出は青7揃い時と赤7揃い時で同じ演出でも1G連成立信頼度が異なる（青7時のほうが高い）。内部で青７が成立している状態で赤７もしくは青７が成立した場合ボタン停止時に「あっち」「向いて」「ホイ！」と鳴る。BGMは「轟けDream」。
薫BIG
準完全告知タイプ（爺BIG）～主人公の担任、伊集院薫を主人公にした演出。小役ゲーム中は桜道を闊歩する薫の足下に小役ナビが発生する。赤7選択時のボーナス演出中もしくは青7選択時の3回目のjacゲーム終了後に1ゲーム連チャンの抽選結果を告知する。（後者は内部的を含む青7時のスベリベル当選時に行われる演出）。当選すると高音の当選音が鳴り、薫が生徒から胴上げを受ける（赤7で1G連を示唆）。または薫とマチコが結婚し、二人で胴上げされる当選演出（青7で1G連を示唆）もある。尚、子役ゲーム中に1G連に当選した場合、ボタン停止時に「起立！」「礼！」「着席！」と鳴る。また、小役表示時に薫が「おっと」と言う。BGMは「男の花道」。
操BIG
後告知タイプ（姫BIG）～ヒロイン、青山操のコンサートをテーマにした演出。ボーナス演出終了後に、青・赤・黄のいずれかの色のボクシンググローブをはめた操がパンチングで1G連の抽選結果を告知する演出が発生し、閉じようとする液晶シャッターをこじ開けることが出来れば、グローブの色に対応した結果を得る（青＝青7で1G連、赤＝赤7（稀に青７）で1G連、（黄＝特訓モード移行）。外れの場合は操が画面から転落し、「あしたのジョー」のラストシーンをパロディにしたイラストが表示される。（グローブの色が赤でも青7が揃う場合がある。）
BGMは「Distance」。
このほか、吉宗を継承しているものとしてJACゲームでのJACハズレ、純粋なパンク（JACインフラグが2回以下）時に1G連が確定する。JACハズレはREG時での発生でもBIGが1Gで放出される。また、1G連抽選をしているのは小役ゲームの29Gまでである。

### 吉宗との比較
以下の点が吉宗とは異なる。
- 1回のBIGで複数の1G連（1ゲーム連チャン）が確定することがない。
- BIGの獲得メダル枚数が吉宗の711枚に対し平均400枚程度と減少している。
- 天井が吉宗の1921Gに対し1280Gと緩和されている。
- 天国モード（特定の回転数以内に必ず再度大当たりに当選する、高確率状態）の天井が吉宗の193Gに対し128Gとなっている。
- 特定役（チェリー・弁当箱・チャンス目・純ハズレ）解除に対する優遇があり、ゲーム数解除時に比べモード昇格率が優遇されている。また天国モードから通常モードへの降格率も抑えられているため，天国モードが継続しやすい。
- BIGボーナス最終ゲーム（30ゲーム目）で青7時当選ベル（スベリベル）に当選した時、1G連が消滅してしまうことがある。ただしこの現象が起こる確率は非常に低いことと、薫BIG（最終JACゲーム消化後"押忍番長"ランプが点灯しているにもかかわらず通常画面に戻る）でしか完全把握は出来ない。
- 同様にBIGボーナス最終ゲームで1G連に当選した場合、内部的には次回当選するボーナスが繰り上げられる仕様となっており、次回ボーナスがレギュラーボーナスだった場合は1G連でもレギュラーが揃う。同様に青7当選した場合でも赤7が揃うケースなどがある。

## 登場人物
轟 金剛（とどろき こんごう）
主人公で、私立轟高等学校の番長。バンカラ学生服に身を包む。通常時は河原の土手や湖のボートの上で昼寝をしているが、薫の出現により特訓を始める（この場面が始まるとフェイクを含む前兆中であることが確定する）。趣味は漢（おとこ）を磨くことだが、強敵たちとの勝負では汚い手を使って勝つこともある。ケンカが嫌いである。
伊集院 薫（いじゅういん かおる）
私立轟高等学校教諭。轟の担任で「薫先生」と呼ばれる。髭面のいかつい男だが頭髪はかつらである。轟を鍛えるために特訓を行う。マチコ先生命で、BIG演出中に結婚まで行き着くこともあるが、開発スタッフ曰く「あくまで薫の夢オチ」であるという（ウェディングパネルのポスターにも同様のことが示唆されていたが、漢ゆパネルでは結婚指輪をしている）。
青山 操（あおやま みさお）
私立轟高等学校の生徒。轟の幼馴染みで、舎弟の憧れの的。通常ステージや特訓ステージで突然現れればボーナス確定となるキャラクター。操BIG演出では切なくもひたむきな乙女心を歌う。ボクシングで体を鍛えている。
舎弟（しゃてい）
轟の舎弟。主に小役演出キャラクターで、強敵などにズボンを引っ張られ脱がされる（パンツや学生服の下に着たジャージの色が対応小役のナビ）。稀にパンツまで脱がされることがあるが、この時はボーナスが確定する。特訓モードではジャージを着て轟の写真を撮る（フラッシュ色が小役ナビ）。まれに番長の仇を討つ。操BIG演出ではギターを演奏する（因みに右側のギターを弾いている舎弟は左利きである）。轟BIG演出ではナマズの着ぐるみで滝つぼから登場する。3度目のjacゲーム中では自転車に轢かれたりと、基本的に生け贄的キャラ。実は轟の先輩である。
桜井 マチコ（さくらい-）
白衣を着た妖しい養護教諭で、「マチコ先生」と呼ばれる。特訓モード中によく効く注射を打ちに現れる（タイミングによって期待度上昇、あるいはRT解除確定）。湖ステージでボート、川原ステージで愛車に乗ったマチコが通り過ぎたらボーナス確定。薫と結婚し（筐体のパネルにもなっている）、薫BIG演出中に生徒から二人で胴上げされる。メダル切れなどのエラー発生時には教卓に座って足を組み替えるシーンで出演。轟高校元ヤンである。轟高校出身。
疾風のサキ（しっぷう-）
轟の強敵の一人。ロングスカート、ヘソ出し、金髪ロングヘア、赤いアイライン、左目元にほくろのスケ番。一本気な性格で常に全力で戦う。卓球勝負で轟に敗れる際に、豊満なバストの一部が垣間見える。スケバン刑事のアサミヤサキに憧れてこの道に走る。極度の音痴。ヤンキー繋がりのマチコ先生には頭が上がらない。
狂犬のノリオ（きょうけん-）
轟の強敵の一人。リーゼントに短ラン。常に白目と歯を剥いており、会話も奇声で行う。あぶない外見だが意外に守りが堅く、こちらの攻撃を着実に返しミスを待つ。いざ攻撃となると暴走して自滅することが多い。推定年齢は2x歳。留年常習犯である。何を言っているかよく聞き取れない原因は舌が異様に長くて呂律がまわらないからである。
煉獄のチャッピー（れんごく-）
轟の強敵の一人。色黒、アフロヘアー、サングラス、白ラン、いかつい風貌、丁寧で間延びする口調というインパクトの揃ったキャラクター。力勝負が得意だが、スケベ椅子など予想外の行動に弱い。帰国子女であるが純日本人で、「チャッピー」は幼少の頃アラバマ州で付けられたあだ名である。自慢のアフロヘアーは憧れのミュージシャンに少しでも近づきたい現れである。なお椅子取り対決で使われるドーム球場はチャッピーの私物である。
ヤンキーパンダ
轟のBIGボーナス演出などに登場する、屈強なジャイアントパンダ。ボクシンググローブを装着している。性格は白黒はっきりさせたいタイプ。上野動物園から脱走し、そのまま野生化。趣味はふんどし採集。
卓球少女（たっきゅうしょうじょ）
目つきが怪しいおさげの卓球少女。卓球勝負に突如降臨し、強烈なスマッシュを決めて、泣く。
越後屋（えちごや）
吉宗から継承されるキャラ。番長ではプレミアムキャラで特訓演出中に出現すればほぼ青7確定。因みに手に持っている本のタイトルは"X-File"である。

## 通常ステージ
通常時は河川敷、もしくは湖畔のステージで轟が昼寝をしている。各ステージで演出に多少の違いは出るが、ボーナス放出に差はない。この通常ステージ中にノリオ・サキ・チャッピーの宿敵三人組の誰かが出現したら「対決」に、薫先生が出現したら「特訓」の演出に発展する。操出現時はボーナスが確定する。

### 主な演出
突風演出
レバーオンと共に、左から右へ突風が発生する演出。突風と共に出現するキャラで、それぞれの対応する演出へ発展。大抵は下記の「傘演出」と併発する。
傘演出
突風により傘が飛んでいく演出。傘の色が成立小役の色に対応している（白はハズレを含む全役に対応）。傘の本数は1-2本で、2本の場合は特定役解除もしくはRT解除の可能性が高くなる。
舎弟引っ張られ演出
右側のシャッターがしまり、舎弟が誰かにズボンを引っ張られる演出。ズボンを脱がされた際の、舎弟のパンツの色が成立小役に対応している（白はハズレを含む全役に対応）。たまに制服が全部脱げてジャージ姿になる場合もある。舎弟のズボンが脱げず、更に右側からキャラが出現した際は、各キャラに対応する演出へ発展する。
電車通過演出
河川敷ステージ限定。通過していく電車の色が成立小役に対応（白はハズレを含む全役に対応）。この演出中は、キャラが出現しない。
屋形船通過演出
湖畔ステージ限定。通過していく屋形船の色が成立小役に対応（白はハズレを含む全役に対応）。この演出中は、キャラが出現しない。
キャラ出現演出
レバーオンした際に効果音と共に筐体が一瞬点灯し、左側からキャラが出現。それぞれの対応する演出へ発展する。（ただし、宿敵三人組の誰かが出現した場合、何もせずにそのまま帰る場合もある）
リール消灯演出
リール停止時にリール部分が消灯する演出。消灯したリールの数が成立小役に対応する。・「第一消灯」：リプレイ、チェリー、ハズレ（前兆示唆の可能性もある）　・「第二消灯」：ベル　・「全消灯」：弁当orボーナス
シャッター開閉演出
レバーオンと共にシャッターが完全に閉まり、リール停止ボタンを押すとシャッターが開く。大抵は河川敷←―→湖畔へのステージ移行となるが、稀に「特訓」や「次回予告」の演出に発展する。また開閉時チャンス目でボーナス濃厚（潜伏含）。
対決紹介演出
宿敵登場後（もしくは特訓終了後）の対決に入る前に、必ず経由する演出。対決相手と対決内容が紹介される。
次回予告演出
対決に入る際の対決相手・内容の紹介部分が、ナレーションの「次回押忍番長！」の叫びと共に、アニメの次回予告風に紹介される演出。最後に轟が「俺の歴史に、また一ページ」と決め台詞。ボーナス放出の期待度大。ただ非常に目立つ演出だが、ボーナス確定ではなく、負けることも結構ある。

## 特訓
いわゆる高確率演出。仁王像と額が飾られた部屋で薫先生監視のもと、轟が特訓（指一本で腕立て）にいそしむ。この演出が発生すると、ボーナス放出前兆の可能性が高くなるが、ガセも存在する。
特訓への突入契機は、
1. 通常ステージ中に薫先生が出現
2. シャッター開閉演出時にステージ移行せずに薫先生が出現し「特訓開始」
3. 対決で敗北した直後にMAXBETを叩いた際に薫先生が出現し「特訓開始」
4. ボーナス終了直後、MAXBETを叩いた際に薫先生が出現し「特訓開始」

以上の4種類である。特訓終了後は特訓中のボーナス放出を除き、全て対決演出に移行する。また特訓の継続ゲーム数が8G以内もしくは28G（ボーナス終了直後の場合は22G）以上だった場合は、ボーナス放出前兆が確定。
特訓終了後の対決で敗北すると原則的には通常ステージへ戻るが、ごくまれに再び特訓に突入することがある（「リベンジ特訓」と呼ばれる）。これは特訓もしくは対決演出中に「純ハズレ」等の特殊RT解除に当選した場合に発生する現象で、ボーナス放出前兆が確定する。

### 主な演出
シャッターフラッシュ演出
左側のシャッターのみが閉まり、カシャカシャとフラッシュする。フラッシュの色が成立小役に対応（白フラッシュはハズレを含む全役対応）。通常はシャッターが開くと、一瞬だけ舎弟（カメラ持ち）が仁王像の後ろに出現するが、別のキャラが出現する場合もある。
- 薫先生のみ出現
  - 舎弟は出現せずに、正面を向いた薫先生のみが出現。「行くぞ～！」という掛け声と共に、対決演出へ移行（特訓終了）。
- 操出現
  - 通常ステージと同様、出現時は無条件でボーナス確定。
- マチコ先生出現
  - 「一本いっとく？」というセリフ共に巨大注射器をもって出現し、轟に注射する。基本的には後で紹介する「鉄塊落下演出」と同じだが、マチコ先生自体がRT解除ゲームで出現しやすいため期待度は高い。なおリプレイorベル成立時や、10tまで鉄塊がある状態でのマチコ先生出現はRT解除が確定する。

紐引っ張り演出
薫先生が横にある紐を引っ張ると、以下の様々な演出に派生。ただし、何も起こらない場合もある。
- 鉄塊落下
  - 轟の上に鉄塊が降ってくる演出。ハズレ目、チャンス目、チェリー、弁当成立時に降ってくる場合がある。鉄塊は1t,5t,10tの順に増えていき、鉄塊が多いほどボーナス放出の期待度が高い（ただし、あくまで目安であり、ボーナス放出前兆でも鉄塊が全く降ってこない場合もある）。なお通常、鉄塊は第一もしくは第二リール停止時に降ってくるが、第三（最終）リール停止時に降ってきた際はRT解除が確定する。
- 額が揺れる
  - カタカタという効果音と共に画面上の額が揺れ動く。チャンス目成立をナビ。小役成立やチャンス目非成立はボーナス確定。
- 仁王像フラッシュアイ
  - 第一リール停止時に一瞬画面が暗くなり、仁王像の目が怪しく光る。チェリー成立をナビ。なお、第二リール停止時にフラッシュアイが発生した場合はチェリーによるRT解除が確定する。
- 三三四格子
  - 「ドドドン、ドドドン、ドドドン、ドン」という効果音と共に、シャッターが微動する演出。弁当成立をナビ。

たいまつ演出
「キーン」という効果音と共に、轟の左右に置いてあるたいまつが激しく燃え上がる。たいまつの色で小役をナビ。頻度が少なく、更にRT解除以降に頻発しやすい傾向がある。

## 対決
ボーナスを放出する際にメインとなるのが、この「対決」演出である。轟が3人の強敵と対決し、轟が勝てばボーナス確定となる。対決に入る前に「次回予告」の演出が付くと、対決内容に関わらずボーナスの期待度が高くなる。なお以下で「稀に～」と書かれているのは全てボーナス確定のプレミア演出。
- 「番長卓球」 - 3人共通。ノリオが最も強く、サキ・チャッピーの順に弱くなる。打った球で相手を吹っ飛ばすか、相手の打った球がネットに引っかかれば勝利となる。敗北直後の復活演出はない。稀に轟の代わりに卓球少女が登場し、強烈なスマッシュを入れる。
- 「番長紙相撲」 - 3人共通。サキが最も強く、チャッピー・ノリオの順に弱くなる。作られる人形は轟か薫で、薫人形で負けたときは特訓に入る可能性が比較的高い。また、薫人形で負けたあとに特訓を経由して紙相撲対決で薫人形が出たときはボーナスとなる可能性が高い。一旦負けた後で鉄の人形を繰り出して再戦することも多い（ほぼボーナス確定だが、極まれに負ける）。稀に対決が行われる前（人形の作成中）に人形の中から「当たり」の文字が出現したりすることがある。
- 「番長ドッジボール」 - サキ限定。ボールだけでなく吹っ飛んだ味方（舎弟）の数にも要注意。轟の勝率は比較的高い。一旦負けた後、舎弟が「ボールはまだ生きてるッス！」という叫びと共に出現し、番長の仇を討つ復活パターンもある（ボーナス確定）。稀に『吉宗』のキャラである忍者＆くノ一が登場し、ボールの代わりに俵（『吉宗』ではベルに相当する小役。"給食用"とうっすら書かれている）を蹴り飛ばし、サキにぶつける。
- 「番長あっち向いてホイ」 - ノリオ限定。指差しの拍子に骨折したり、顔面に蹴りを入れて無理矢理向かせたり、ただでは済まないあっち向いてホイで勝負する。轟の勝率はさほど高くない。なお、轟が蹴りを入れるとその時点でボーナス確定となる。稀に轟の代わりにパンダが登場する（負けるがそのあと轟が蹴りを入れて勝つ）。
- 「番長椅子取り」 - チャッピー限定。なぜかドーム球場のど真ん中に置かれた1つの椅子を勝ち取るため、筋肉質の男2人が尻で押し合う。轟の勝率は低く敗北直後の復活演出もないため、期待はもてない。通常は学校でよく使われる木製の椅子を取り合うが、稀にスケベ椅子に変化し、男色家風の変態になる。

## プレミア演出

### 通常時のプレミア演出
- サボハニ - 堤防もしくはボートのステージの時後ろにメカサボハニが通過する。（BIG確定）
- バイク通過 - 堤防の上の道に舎弟が乗ったバイクが通過する。（ほぼ青7orREG）
- 車通過 - 堤防の上の道にマチコ先生が乗った車が通過する。そのとき『吉宗』の爺BIGのBGM「フラウエム」が鳴っている。（BIG確定）
- スワンボート（舎弟）- ボートのステージの時ボートの後ろに舎弟が乗ったスワンボートが通過する。（ほぼ青7orREG）
- スワンボート（マチコ先生）- ボートのステージの時ボートの後ろにマチコ先生が乗ったスワンボートが通過する。（BIG確定）
- 舎弟モザイク - 堤防もしくはボートのステージの時舎弟が引っ張られる演出でパンツを履いておらずモザイクがかかっている。（ほぼ青7orREG）
- 次回予告ボーナス確定 - 次回予告が発生し対決を予告せずボーナスが確定する。なおこの時轟が「レギュラーだったら勘弁な」としゃべるが、実際にはこの演出が出ると赤7確定（ストック切れ時等は除く）。

### 特訓演出時のプレミア演出
- 金の漢たらい - 薫が紐を引っ張った時鉄塊が落ちてこず、代わりに金の漢たらいが落ちてくる。BIG確定。
- 越後屋落下 - 薫が紐を引っ張った時鉄塊が落ちてこず、『吉宗』の越後屋が落ちてくる。青7確定。
- COOL&BOO - 薫が紐を引っ張った時鉄塊が落ちてこず、『シェイク』のCOOL&BOOが出現する。

## サウンドトラック
- オス!バンチョウ サウンドトラック
- オス!バンチョウ トドロキミックス

2007年4月25日には、操ビッグ時の曲「Distance」が青山操名義のマキシシングル「Distance ～In Your Love～」として発売された。『吉宗』の代表曲である「そこにあるかも知れない…」ですらシングルとしては発売されておらず、タイアップ等と関係ないパチスロ機ということを考えると前代未聞の事態といえる。また「Distance」はトランス系のコンピレーションアルバム「姫トランス2」「LOVE PARA2～パラパラ踊る大捜査線」にも収録されている。
ミュージシャンSEAMOの曲"Mr. Girl Hunter"（アルバム「Live Goes On」収録）にも番長は登場している。

## アニメ版
2008年大都技研運営携帯アプリ「大都吉宗City」にてオリジナルアニメ「押忍！番長」全12話を配信、2009年スロアプリ「押忍！番長HG」の配信を記念して、オリジナルアニメ「押忍！番長」第一話をニコニコ動画内にて配信。2013年には無料スロットアプリ「DonDel」（2017年5月27日サービス終了）第一弾アプリ配信「忍魂弐 ～烈火ノ章～」を記念してDonDelのニコニコ動画チャンネルにてオリジナルアニメ「押忍！番長」全12話を配信（2021年現在も視聴可）。

### 声の出演
- 轟金剛 - 吉開清人（1話、2話、7話）荻野晴朗（9話、11話、12話）
- 青山操 - 藤村歩
- 伊集院薫 - 高橋研二（2話、3話、4話）四宮豪（7話、8話、10話、11話）
- マチコ先生 - 〆野潤子
- ノリオ - 田久保脩平
- チャッピー - 荻野晴朗
- サキ - 藤村歩（1話）〆野潤子（6話、7話、8話、9話）
- パンダ - 四宮豪（2話、3話）田久保脩平（8話、10話、11話）
- 舎弟 -  高橋研二（1話、3話、9話、10話）荻野晴朗（1話、3話、4話）吉開清人（3話、5話、7話、9話、10話）
- ナレーション - 四宮豪

### スタッフ
- 原作 - 大都技研
- 監督 - 追崎史敏
- シナリオ - 大井洋一 成瀬正人
- 絵コンテ - 小倉宏文（1話、2話、3話、4話、9話、10話、12話）向井正浩（5話、6話）吉沢俊一（7話、8話）光田史亮（11話）
- 編集 - 小倉宏文（1話、2話、3話、4話、9話、10話、12話）向井正浩（5話、6話）吉沢俊一（7話、8話）光田史亮（11話）
- 作画監督 - 小池智史
- アニメーション制作 - ディヴィッドプロダクション
- 企画・製作 - 大都技研